# Castianeira chrysura
Castianeira chrysura là một loài nhện trong họ Corinnidae.
Loài này thuộc chi Castianeira. Castianeira chrysura được Cândido Firmino de Mello-Leitão miêu tả năm 1943.